# Сезон любви (фильм, 1969)
«Сезон любви» (яп. 恋の季節, кой-но кисэцу; англ. Season of Love) — японский фильм, поставленный в жанре музыкальной мелодрамы  режиссёром Умэцугу Иноуэ в 1969 году. В фильме снялись участники популярного в те годы японского поп-квинтета Pinky & Killers, они же исполняют и все песни, самой популярной из которых стала Koino Kisetsu. В начале 1970-х фильм с большим успехом демонстрировался в советском прокате. Кинолента занимает 480-ю позицию в списке самых посещаемых фильмов за всю историю кинопроката в СССР, его посмотрели 27,6 миллионов советских зрителей.

## Сюжет
Спасаясь от ухаживаний Кэйскэ, молодая выпускница школы Ёко прячется в первой попавшейся машине. Знакомство с хозяином машины Курокавой переходит вскоре в любовь. Но у Курокавы есть невеста Нацуко, у отца которой он работает. Узнав об увлечении жениха, Нацуко ставит ультиматум — либо она и служба, либо полный разрыв. Курокава принимает последнее. Чувствуя, что отношения ещё совсем юной Ёко могут привести к серьёзным последствиям, Курокава уезжает в Бразилию, а Ёко находит своё счастье с давно влюблённым в неё Кэйскэ.

## В ролях
- Эцуко Нами — Ёко Мория
- Кэнсаку Морита — Кэйскэ Ясумура
- Ясунори Ирикава — Тосихико Курокава
- Ёко Кон — Пинки, певица (подруга Ёко)
- Джордж Хамано — Джордж
- Луис Такано — Луис
- Энди Ямагути — Энди
- Панчо Кагами — Панчо
- Тэйдзо Мута — Такэо Мория, отец Ёко
- Тиаки Цукиока — Нобуко Мория, мать Ёко
- Куми Хаясэ — Сатико Мория, младшая сестра Ёко
- Асао Утида — Ямадзака, президент компании
- Кикко Мацуока — Нацуко, дочь Ямадзаки (невеста Тосихико Курокавы)
- Микки Ясукава — Татэно
- Синъити Янагисава — Оота

## Премьеры
- — национальная премьера фильма состоялась 21 февраля 1969 года в Токио[2].
- — фильм демонстрировался в советском кинопрокате с 15 июня 1970 года[комм. 1][3].

## Комментарии
1. ↑  В советском прокате фильм демонстрировался с 15 июня 1970 года, р/у Госкино СССР № 2096/70 (до 7 апреля 1977 года), дублирован на к/ст. «Мосфильм» — опубликовано: «Каталог фильмов действующего фонда. Выпуск II: Зарубежные художественные фильмы», Инф.-рекл. бюро упр. кинофикации и кинопроката комитета по кинематографии при Совете министров СССР, М.-1972, стр. 133.